# Кишоргандж (город, Нилпхамари)
Кишоргандж (бенг. কিশোরগঞ্জ, англ. Kishoreganj) — город на севере Бангладеш, административный центр одноимённого подокруга. Расположен на берегах реки Джамунешвари. Площадь города равна 4,13 км². По данным переписи 2001 года, в городе проживало 5698 человек, из которых мужчины составляли 51,91 %, женщины — соответственно 48,09 %. Плотность населения равнялась 1379 чел. на 1 км². Уровень грамотности населения составлял 32,6 % (при среднем по Бангладеш показателе 43,1 %). 